# Osella FA1E
Osella FA1E – samochód Formuły 1 zaprojektowany przez Tony’ego Southgate’a i skonstruowany przez Osellę. Samochód był używany w sezonie 1982 oraz w sezonie 1983 podczas Grand Prix San Marino. Osella FA1E był napędzany przez jednostki Alfa Romeo.

## Wyniki
| Legenda oznaczeń w tabelach wyników Wyświetl szablon na nowej stronie | Legenda oznaczeń w tabelach wyników Wyświetl szablon na nowej stronie                                                                     |
| Oznaczenie                                                            | Wyjaśnienie |
| --------------------------------------------------------------------- | --- |
| Złoty                                                                 | Zwycięzca lub mistrzostwo |
| Srebrny                                                               | 2. miejsce lub wicemistrzostwo |
| Brązowy                                                               | 3. miejsce lub II wicemistrzostwo |
| Zielony                                                               | Ukończył, punktował (w klasyfikacji generalnej, gdy zdobył co najmniej jeden punkt na przestrzeni sezonu, poza trzema powyższymi opcjami) |
| Niebieski                                                             | Ukończył, nie punktował (w klasyfikacji generalnej, gdy nie zdobył co najmniej jednego punktu na przestrzeni sezonu)                      |
| Czerwony                                                              | Nie zakwalifikował się (NZ) |
| Czerwony                                                              | Nie prekwalifikował się (NPK) |
| Różowy                                                                | Nie ukończył (NU) |
| Różowy                                                                | Niesklasyfikowany (NS) (w klasyfikacji generalnej, gdy nie został sklasyfikowany w żadnym wyścigu sezonu)                                 |
| Czarny                                                                | Zdyskwalifikowany (DK) |
| Czarny                                                                | Wykluczony (WYK/EX) |
| Biały                                                                 | Nie wystartował (NW) |
| Biały                                                                 | Kontuzjowany (K/INJ) |
| Biały                                                                 | Wyścig odwołany (OD/C) |
| Bez koloru                                                            | Został wycofany (WYC/WD) |
| Bez koloru                                                            | Nie przybył (NP/DNA) |
| Bez koloru                                                            | Nie brał udziału w treningach (NT/DNP) |
| Bez koloru                                                            | Nie został zgłoszony (–) |
| Pogrubienie                                                           | Start z pole position |
| Kursywa                                                               | Najszybsze okrążenie wyścigu |
| †                                                                     | Nie ukończył, ale jego rezultat został zaliczony ze względu na przejechanie więcej niż 90% dystansu wyścigu.                              |
| *                                                                     | Sezon w trakcie |
| 1/2/3                                                                 | Punktowana pozycja w sprincie kwalifikacyjnym                                                                                             |
| Lista systemów punktacji Formuły 1                                    | |

| Sezon | Zespół               | Silnik     | Kierowcy           | Wyniki w poszczególnych eliminacjach | Wyniki w poszczególnych eliminacjach | Wyniki w poszczególnych eliminacjach | Wyniki w poszczególnych eliminacjach | Wyniki w poszczególnych eliminacjach | Wyniki w poszczególnych eliminacjach | Wyniki w poszczególnych eliminacjach | Wyniki w poszczególnych eliminacjach | Wyniki w poszczególnych eliminacjach | Wyniki w poszczególnych eliminacjach | Wyniki w poszczególnych eliminacjach | Wyniki w poszczególnych eliminacjach | Wyniki w poszczególnych eliminacjach | Wyniki w poszczególnych eliminacjach | Wyniki w poszczególnych eliminacjach | Wyniki w poszczególnych eliminacjach | Wyniki kierowców | Wyniki kierowców | Wyniki konstruktora | Wyniki konstruktora |
| 1983  |                      |            |                    | Brazylia                             | Stany Zjednoczone                    | Francja                              | San Marino                           | Monako                               | Belgia                               | Stany Zjednoczone                    | Kanada                               | Wielka Brytania                      | Niemcy                               | Austria                              | Holandia                             | Włochy                               | Unia Europejska                      |                                      |                                      | Pkt.             | Msc.             | Pkt.                | Msc.                |
| ----- | -------------------- | ---------- | ------------------ | ------------------------------------ | ------------------------------------ | ------------------------------------ | ------------------------------------ | ------------------------------------ | ------------------------------------ | ------------------------------------ | ------------------------------------ | ------------------------------------ | ------------------------------------ | ------------------------------------ | ------------------------------------ | ------------------------------------ | ------------------------------------ | ------------------------------------ | ------------------------------------ | ---------------- | ---------------- | ------------------- | ------------------- |
| 1983  | Osella Squadra Corse | Alfa Romeo | Corrado Fabi       |                                      |                                      |                                      |                                      |                                      |                                      |                                      |                                      | NZ                                   | NZ                                   | 10                                   | 11                                   | NU                                   | NZ                                   | NU                                   |                                      | 0                | NS               | 0                   | NS                  |
| 1983  | Osella Squadra Corse | Alfa Romeo | Piercarlo Ghinzani |                                      |                                      |                                      | NZ                                   | NZ                                   | NZ                                   | NU                                   | NZ                                   | NU                                   | NU                                   | 11                                   | NZ                                   | NU                                   | NU                                   | NU                                   |                                      | 0                | NS               | 0                   | NS                  |
| 1984  |                      |            |                    | Brazylia                             |                                      | Belgia                               | San Marino                           | Francja                              | Monako                               | Kanada                               | Stany Zjednoczone                    | Stany Zjednoczone                    | Wielka Brytania                      | Niemcy                               | Austria                              | Holandia                             | Włochy                               | Unia Europejska                      | Portugalia                           | Pkt.             | Msc.             | Pkt.                | Msc.                |
| 1984  | Osella Squadra Corse | Alfa Romeo | Jo Gartner         | –                                    | –                                    | –                                    | NU                                   | –                                    | –                                    | –                                    | –                                    | –                                    |                                      |                                      |                                      |                                      |                                      |                                      |                                      | 0                | NS               | 0 (2)               | 12                  |